# Róisín Murphy
Róisín Marie Murphy [roːˈʃʲiːnʲ], född 5 juli 1973 i Arklow i grevskapet Wicklow, är en irländsk popsångerska, låtskrivare och producent. Hon debuterade 1995 i musikduon Moloko tillsammans med Mark Brydon. Duon splittrades 2003 och Murphy har sedan dess släppt fem soloalbum: Ruby Blue, Overpowered, Hairless Toys,  Take Her Up to Monto och Róisín Machine.

## Karriär

### Moloko
Murphy träffade Mark Brydon på en fest 1994, och yttrade "Do you like my tight sweater? See how it fits my body." Brydon blev intresserad och efter att ha hört henne öva i en musikstudio, blev de tillsammans och fick skivkontrakt hos Echo Records. Året därpå, 1995, släppte de sitt debutalbum Do You Like My Tight Sweater? som duon Moloko. På albumet blandas triphop och funk med elektronisk dansmusik.
Uppföljaren I Am Not a Doctor (1998) har samma musikaliska inriktning, och singeln "Sing It Back" blev en stor hit. I oktober 2000 utgav duon Things to Make and Do, och på detta album får den elektroniska musiken stå tillbaka för livemusiker. Singeln "The Time Is Now" blev Molokos mest framgångsrika i Storbritannien, och nådde andraplatsen på den brittiska singellistan. Molokos sista studioalbum, Statues, släpptes i oktober 2003, trots att duon officiellt hade avslutat sitt samarbete. Albumet innehåller bland annat låten "Familiar Feeling" som blev en mindre hit. Murphy fick i mångt och mycket själv sköta lanseringen av Statues. I samband med att hennes soloalbum Ruby Blue gavs ut 2005 sade hon i en intervju för musiktidskriften Q:
| ”               | Vi skildes som vänner efter en mycket framgångsrik turné. Vi skakade hand, sade adjö, och vi har inte hörts av sedan dess. Jag vet inte vad Mark tycker om detta album, eller vad han sysslar med. Jag vet inte om vi kommer att återförenas eller inte. Själv vill jag inte. | „ |
| – Róisín Murphy | |   |

### Soloartist
Vid sidan av arbetet med Moloko har Róisín Murphy gästsjungit för Handsome Boy Modeling School och Boris Dlugosch. Hon sjöng bland annat på Dlugosch låt "Never Enough" som blev en stor klubbhit 2001.
År 2004 gick Murphy in i studion med Matthew Herbert för att spela in sitt första soloalbum. Herbert hade tidigare producerat remixversioner av några av Molokos låtar. I juni 2005 släpptes albumet Ruby Blue efter att låtar från detta utgivits på tre vinylskivor i begränsad upplaga, Sequins #1, Sequins #2 och Sequins #3. De tre vinylutgåvorna följdes av en utställning av konstnären Simon Henwood, som hade målat Murphy iförd olika kreationer tillverkade i metall. Henwood regisserade även musikvideorna till låtarna "If We're in Love" och "Sow into You".
Ruby Blue utgavs i USA den 25 april 2006, och låten "Ruby Blue" kom att spelas i TV-serien Grey's Anatomy. Låten finns med på Grey's Anatomy Soundtrack vol. 1.
I maj 2006 tillkännagav Murphy på sin webbplats att hon fått ett skivkontrakt hos EMI, och att hon höll på med att skriva nytt låtmaterial. Den 9 juli 2007 släpptes låten "Overpowered", skriven av Murphy och Seiji från Bugz in the Attic och blev mixad av Tom Elmhirst, som tidigare arbetat med bland andra Amy Winehouse, Röyksopp och Grace Jones. Den andra singeln, "Let Me Know", utgavs den 8 oktober för att fyra dagar senare följas av Murphys andra soloalbum, Overpowered.
I en intervju i augusti 2008 sade Murphy, att hon håller på med sitt tredje studioalbum.

## Diskografi

### Studioalbum
- 2005 – Ruby Blue
- 2007 – Overpowered
- 2015 – Hairless Toys
- 2016 – Take Her Up to Monto
- 2020 – Róisín Machine
- 2023 – Hit Parade

### EP
- 2005 – Sequins 1
- 2005 – Sequins 2
- 2005 – Sequins 3

### Livealbum
- 2007 – Live At Ancienne Belgique 19.11.07

CD1
1. "Cry Baby"
2. "You Know Me Better"
3. "Checkin' on Me"
4. "Dear Miami"
5. "Primitive"
6. "Sow into You"
7. "Footprints"
8. "Movie Star"
9. "Scarlet Ribbons"
10. "The Truth"

CD2
1. "Forever More"
2. "Let Me Know"
3. "Overpowered"
4. "Tell Everybody"
5. "Ramalama (Bang Bang)"

- 2008 – iTunes Live: London Sessions

### Singlar
- 2001 – "Never Enough" (med Boris Dlugosch)
- 2002 – "Wonderland (med Psychedelic Waltons)
- 2005 – "If We're in Love"
- 2005 – "Sow into You"
- 2007 – "Overpowered"
- 2007 – "Let Me Know"
- 2008 – "You Know Me Better"
- 2008 – "Movie Star"/"Slave to Love"
- 2009 – "Orally Fixated"
- 2010 – "Momma's Place"
- 2015 – "Jealousy"
- 2015 – "Exploitation"
- 2015 – "Evil Eyes"
- 2015 – "Unputdownable"
- 2015 – "House of Glass" (Maurice Fulton Remix)
- 2016 – "Ten Miles High"
- 2016 – "Whatever"

### Musikvideor
- 2005 – "If We're in Love"
- 2005 – "Sow into You"
- 2007 – "Overpowered"
- 2007 – "Let Me Know"
- 2008 – "You Know Me Better"
- 2008 – "Movie Star"
- 2012 – "Golden Era"
- 2013 – "Simulation"
- 2015 – "Exploitation"
- 2015 – "Evil Eyes"
- 2015 – "Unputdownable"
- 2015 – "House of Glass" (Maurice Fulton Remix)
- 2016 – "Ten Miles High"
- 2016 – "Whatever"

## Översättning
Den här artikeln är helt eller delvis baserad på material från engelskspråkiga Wikipedia, [ Róisín Murphy], 21 oktober 2007.